# Hugo Melin
Hugo Natanael Melin, född 2 juni 1907 i Västerås domkyrkoförsamling, Västmanlands län, död 13 november 1998 i Lundby församling, Västmanlands län, var en svensk domkyrkoorganist i Västerås församling.

## Biografi
Melin var son till handlaren Vilhelm Melin och Ottilia Jonsson. Han har tidigare varit organist i Falköpings församling och S:t Görans församling. 1952 blev han domkyrkoorganist i Västerås domkyrkoförsamling.
Han gifte sig 1932 med Margareta Bäcklund (1914–1995). De fick tillsammans två söner och en dotter.

## Musikverk

### Orgel
- Långfredag "Du bar ditt kors, o Jesu mild".[6]